# 金曜オモロしが
『金曜オモロしが』（きんようオモロしが）は、びわ湖放送（BBC）で放送中の情報番組である。

## 概要
2020年3月27日に放送を終了した前番組『キラりん滋賀』内の情報枠（火・金曜日）を独立させた番組。
「まち・ひと・しごと」をキーワードに、お出かけ情報や毎日な暮らしに嬉しいお得情報はもちろん、個性が光る企業や元気な県民の姿など、「地域密着のびわ湖放送」でしか知ることの出来ない滋賀の魅力の「新発見」と「再発見」をお届けし、滋賀の地方創生を後押しするとしている。
BBCでは初めてゴールデンタイムに生放送の情報番組を放送するとしている。
2021年4月2日より、放送時間を20分拡大し、19:00 - 20:20での放送となった。
2022年1月7日より、開始時間を5分前倒しして、18:55 - 20:20での放送となった。
2025年4月4日より、放送時間を5分縮小し、19:00 - 20:20での放送となり、メインチャンネル（031ch）は終了時刻を20:00までとなる。なお、サブチャンネル（032ch）は終了時刻を20:20までに継続されている。

## 出演者
桂三度・黒川彩子を除く出演者は前番組『キラりん滋賀』から継続出演。

### MC
- 桂三度

### アシスタント
- 数野祐子
- 黒川彩子(びわ湖放送アナウンサー)

### コーナー担当
- ファミリーレストラン - 「しがオモロ学園」
- 前川保志花 - 「くノ一ほしかのオモロリサーチ」リポーター
- 濵咲友菜（初回出演時はAKB48チーム8 滋賀県代表） - 「はまちゃんのお仕事手伝います!」[2]

## 主なコーナー
- しがオモロ学園

- くノ一ほしかのオモロリサーチ

- D（ディレクター）ヒロハタのオモロ夜（ナイト）

古き良き社交の場「スナック」にヒロハタがお邪魔し、その店のママや来店客らから「『今』だからこその前向きな言葉」を頂く。